# كارين رزق الله
كارين رزق الله (21 أكتوبر 1978 -) كاتبة وممثلة لبنانية. 

## حياتها
ولدت في صيدا لأب لبناني وأم مكسيكية اسمها نادية كرستينا مارتينيس، تحمل كارين الجنسية المكسيكية تبعا لوالدتها، كان والدها مهندساً مدنياً ويعزف على العود، أما والدتها فتوفيت عندما كانت كارين في سن الثالثة عشرة. درست التمثيل والمسرح في الجامعة اللبنانية رغم معارضة والدها تخصّصها بالتمثيل والإخراج.
شاركت زوجها في العديد من الأعمال التي أنتجتها وعرضتها شاشة المؤسسة اللبنانية للإرسال. بدأت عام 2001 بكتابة الأعمال الكوميدية ثم توجهت للدراما التلفزيونية أولها كان مسلسل حلوة وكذابة  في عام 2012 شاركت في برنامج ديو المشاهير الموسم الثالث على شاشة ال بي سي وحلت في المركز الرابع بعد خروجها في السهرة الثانية عشرة بمبلغ 14500 دولار أمريكي تبرعت بها لجمعية دقات قلب التي تعنى بأطفال مرضى القلب في لبنان. شاركت عام 2015 في مسلسل قلبي دق مع يورغو شلهوب وحقق لها الشهرة عربيًا. في عام 2016 قدمت مسلسلا بعنوان مش أنا بمشاركة بديع أبو شقرا.
في رمضان يونيو 2017 خاضت السباق الرمضاني للمرة الثالثة على التوالي في مسلسل «لآخر نفس» على قناة إم تي في اللبنانية بدلاً من ال بي سي في أوّل تعاون بينها وبمشاركة بديع أبو شقرا. موضحة في بيان وزّعته على الصحافة أنه «على غير ما يُشاع لم توقّع مع المحطة عقد احتكار كامل، بل عقد احتكار جزئي يتضمّن أعمالها خلال رمضان. إذ تستفيد المحطة من ثلاثة مواسم رمضانية لتكون لها كامل الحرية في التعاون مع شاشات أخرى على مدار السنة». في يونيو 2017 أشيعت أخبار عن وصول العلاقة بينها وبين زوجها إلى نهايتها، ونقلت مواقع إخباريّة عن البعض قولهم إنّهم شاهدوها مع محامٍ لتحضير معاملات الطلاق.
في رمضان 2018 قدمت مسلسل ومشيت بمشاركة بديع أبو شقرا وإخراج شارل شلالا. استكملت كارين مشوارها المهني عام 2019 على قناة إم تي في اللبنانية في مسلسل جديد يحمل عنوان «إنتي مين» بطولة نخبة من الممثلين منهم عمار شلق، أنجو ريحان، نيقولا دانيال و إخراج إيلي حبيب بعد مشاركتها للمرة الأولى في عمل كتابة كلوديا مارشليان «ام البنات» عام 2018 وهو مسلسل درامي إجتماعي عُرض في فترة عيد الميلاد بطولة جيري غزال، وأعادت هذه التجربة في مسلسل جديد «عَ إسمك» في فترة عيد الميلاد 2020 مع نفس طاقم العمل. وقد عُرفت كارين خلال أعمالها بإيصالها قضية وطن، مجتمع، إنسان... فأطلت في مسلسل بردانة أنا إلى جانب بديع أبو شقرا ووسام حنا حيث طرحت الكاتبة كلوديا مارشليان قضية عنف المرأة 

## قصة رفضها لجوائز الموريكس دور
في يونيو 2016 اعترضت على جائزة الموريكس دور بعدما قررت لجنتها منحها جائزتين وهما “أفضل سيناريو” و “أفضل ثنائي” (كارين رزق الله والممثل يورغو شلهوب) عن المسلسل “قلبي دق”.
ورفضت الجائزتين وصرحت أن هذه الجائزة لم يعد لها أي قيمة خاصة أن اللجنة لم تكتشف وجودها طيلة الـ 15 سنة الماضية على الرغم من كثرة الأعمال التي قدمتها رغم نجاحها.

## حياتها الخاصة
إلتقت بزوجها فادي شربل الذي كان زميلها في الجامعة، وزوجا بعد قصة حب دامت خمسة سنوات في العام 1999 رزقت منه بابنتين: ناديا (من مواليد عام 2001) ونايا (من مواليد عام 2005).
في مارس 2022 أعلنت انفصالها عن زوجها قائلة: انفصلنا وعلى طريق الطلاق.

## أعمالها

### في التلفزيون
- (2021): راحوا
- (2021): 350 غرام
- (2020): ع إسمك
- (2019): بردانة أنا
- (2019): أنتي مين
- (2018): أم البنات[22]
- (2018): ومشيت [23]
- (2018): قصف ذهبي
- (2017): لآخر نفس
- (2016): مش أنا [11]
- (2015): قلبي دق
- (2007): عيلة ع فرد ميلة
- (2005): انا ومرتي كارين
- (2005): مرتي وبنتي وأنا
- (2001): لماذا  مع المخرج طوني قهوجي على قناة واو
- بالصف (فيلم)
- (1999): كيف وليش

### في السينما
- (2011): مدام بامبينو
- (2018): قصف ذهبي
- (2020):Meheret

### في التقديم
- (2013): it's show time مع فادي شربل صوت الغد
- (1999): كيف وليش (ست حشوره)

### في التأليف
- (2019): إنتي مين، (مسلسل).
- (2018): ومشيت، (مسلسل)
- (2017): لآخر نفس، (مسلسل)
- (2016): مش أنا، (مسلسل)
- (2015): قلبي دق،(مسلسل)
- (2014): اخترب الحي[24]،(مسلسل)
- (2013): حلوة كتير وكذابة، (فيلم)
- (2012): حلوة وكذابة، (مسلسل)
- (2011): مدام بامبينو، (فيلم)
- (2007)-(2018): عيلة ع فرد ميلة (مسلسل)
- (2005)-(2007): مرتي وبنتي وأنا (مسلسل)
- (2001)-(2010): مرتي وأنا، (مسلسل)

## روابط خارجية
- كارين رزق الله على موقع IMDb (الإنجليزية)
- كارين رزق الله على موقع قاعدة بيانات الأفلام العربية